# Плоткин, Евгений Борисович
Евгений Борисович Плоткин (род. 2 сентября 1955, Свердловск) — советский и израильский математик.
Сын доктора физико-математических наук Бориса Исааковича Плоткина. Вырос в Риге. Окончил Санкт-Петербургский государственный университет в 1978 году, в 1982—1985 годах — в аспирантуре там же. Диссертацию кандидата физико-математических наук по теме «Сетевые подгруппы групп Шевалле и вопросы стабилизации К1-функтора» защитил в 1985 году под руководством З. И. Боревича. Работал научным сотрудником во Всесоюзном научно-исследовательском институте «Водполимер» Минводхоза СССР (1978—1987).
В 1987—1988 годах — в Рижской военной академии, в 1988—1993 годах — доцент Рижского технического университета. С 1993 года — в Университете Бар-Илана в Израиле (с 1998 года — старший научный сотрудник, с 2002 года — профессор и ведущий научный сотрудник).